# 足助神社
足助神社（あすけじんじゃ）は、愛知県豊田市足助町にある神社。

## 足助次郎重範
祭神の足助重範（あすけ しげのり 1292年（正応5年）- 1332年（元弘2年・正慶元年）5月3日）は、三河国の武士で足助氏の七代目惣領。足助貞親の子で、別名として次郎、或は三郎とも。
元弘の変に於いては笠置山に最初に駆けつけて籠城軍の総大将を務めたが、陥落後に捕縛。翌年、六条河原で斬首された。「楠廷尉秘鑑」には笠置山で討死したと記されている。

## 神社の歴史
重範の死後、足助氏の趨勢が衰えて全国に散り散りとなった事や、三河地方は室町幕府の重臣を多く輩出した土地である事から、足助氏の痕跡は地名以外ほとんど残らず、地元においても重範は永らく「賊軍の将」として語るのをはばかられてきた。
しかし1891年（明治24年）に明治天皇から正四位を贈られて名誉を回復。1893年（明治26年）に熱田神宮が神明造に建て替えられた際に摂社の一つを譲り受け、1902年（明治35年）に東加茂郡の郡社（社格は無格社）として足助神社が創建された。1933年（昭和8年）には従三位を追贈され、顕彰運動も活発化。縣社、更に別格官幣社に昇格させる計画が立てられ、1943年（昭和18年）頃には新たな社殿の造営などが行なわれたが、敗戦に伴い中断。顕彰運動も立ち消えとなり、再び元の場所（現在地・足助八幡宮の隣）へ遷座した。

## 足助春祭り
足助神社の例祭。かつては重範の命日にあたる5月3日に行なわれてきたが、近年では4月第2日曜に行なわれる。